# Sillastrybarna
Sillastrybarna är Mjällby AIF:s supporterklubb.
Föreningen grundades år 1992 och hade 2020 drygt 400 medlemmar.